# Marché Arzeke
Le marché Arzeke de Parakou ou marché central de Parakou, est un marché international à ciel ouvert situé dans la ville de Parakou.
D'une superficie de 10530 m2 et plus de 1 700 places, il est le 2e plus grand marché du Bénin après Dantokpa.
Il est inauguré en juillet 1997.

## Description
Avant sa rénovation en 1996 sur financement de l'agence française de développement, le marché s'appelait marché en commun car des vendeurs des pays limitrophes du Bénin viennent y vendre leurs marchandises. Ils viennent du Burkina Faso, du Niger et du Nigéria.
D'une superficie de 10530 m2, le marché Arzeke de Parakou, est le 2e plus grand marché à ciel ouvert du Bénin. Il est situé dans le quartier baparapé à Parakou.
Le marché compte plus de 1 700 places vendeurs attribuées aux différentes classes d'activités qui s'y opèrent: la quincaillerie, la boucherie, les équipements pour la maison, l'alimentaire, l'hygiène et la beauté.

## Historique
Le site actuel du marché Arzeke, était une vaste cour d'escale des caravaniers. Cette cour faisait face à la concession du Baparapé de Parakou, le représentant des communautés étrangères auprès des autochtones.
C'était un lieu de troc entre étrangers et autochtones. Il était dirigé par un chef traditionnel qui s'occupe des cérémonies pour la paix des usagers.

## Gestion du marché
Le marché est géré par la Société de gestion des marchés de Parakou (S.G.M.P - SEM). Elle attribue les places, collectes les redevances et taxes versés à la mairie de Parakou.